# Tipula (Yamatotipula) guentheri
Tipula (Yamatotipula) guentheri is een tweevleugelige uit de familie langpootmuggen (Tipulidae). De soort komt voor in het Palearctisch gebied.